# ダイクマンハウス
ダイクマンハウス（英 Dyckman Farmhouse）はアメリカ合衆国ニューヨーク州ニューヨーク市マンハッタンに現存するマンハッタン島内で最も古い家屋である。現在はダイクマンハウス・ミュージアムとなり博物館として保存されている。

## 概要
オランダ式コロニアルスタイルの農家で、オランダ人の農業家、William Dyckmanによって1784年ごろ建築され、1868年まで三世代にわたり使用された。現在はマンハッタンの北端のインウッド地区のブロードウェイと204丁目の角に博物館として保存されている。ダイクマン家の農場はWilliamの祖父Janにより経営され1660年代より存在した。
ニューヨーク市で最も古い家屋であるブルックリンにあるWyckoff Farmhouseより130年ほど後、マンハッタン南部のダウンタウンで最も古い家屋であるMerchant's Houseより50年ほど古い建築物である。マンハッタンで最も古い建物はフランシス・タバーンとされる。ダイクマンハウスは1910年よりニューヨーク市の管理下にあり、1916年よりミュージアムとして内部が一般に公開されており、当時から残るピアノなどの家具や家族の手紙などが展示されている。マンハッタンは17世紀中ごろまでオランダ領であり、当時のオランダ文化を色濃く残す物が多い。またマンハッタンの北部は19世紀末まで農場が広がる田舎であり、当時の風景を描いたスケッチなども博物館に展示されている。1967年にはアメリカ合衆国国家歴史登録財に指定された。またニューヨークの歴史的な家を保存する非営利団体であるヒストリック・ハウス・トラスト (Historic House Trust, HHT) の登録リストのひとつでもある。
ニューヨーク市地下鉄、1系統の207丁目駅またはA系統のインウッド-207丁目駅を降車後、徒歩数分で到着する。入場料は1ドルで開館日は金曜日、土曜日、日曜日（2013年時点）となっている。